# Дневник камикадзе
«Дневник камикадзе» — детективный фильм, психологическая драма режиссёра Дмитрия Месхиева. Премьера состоялась в ходе кинофестиваля «Окно в Европу» в августе 2002 года.

## Сюжет
Действие происходит в современной Москве. Периодически воспоминания героев переносят их в начало 1960-х, в последние школьные годы в неназванный приморский портовый город.
Тремя выстрелами из пистолета убит популярный некогда сценарист, «живой классик кино» Вадим (Шакуров). Милицейское расследование осложняется тем, что из этого же оружия чуть ранее убит крупный предприниматель Колыванов, внешне никаким образом не связанный с писателем. Своё частное расследование проводит друг детства Вадима — Максим Кривошеин (Чиндяйкин). Очень скоро ему в руки попадает дневник Вадима, из которого открывается драма последних лет его жизни. Испытывая проблемы в творчестве и развивающуюся тягу к алкоголю, Вадим всё более запутывался в отношениях с женой (Коляканова) и любовницами Дашей (Добровольская) и Ларисой (Толстоганова). Росла сумма его долгов. Как выясняется, Лариса — дочь недавно убитого предпринимателя Колыванова, который ранее одолжил, а последнее время требовал возврата от Вадима крупной суммы денег.
Из дневника Максиму становится известно, что не имея возможности вернуть долг и находясь в поисках выхода из тупика, Вадим вспоминает о своём двоюродном брате Викторе (Кузнецов) — человеке внешне глубоко религиозном, но внутренне терзаемом страстями. День за днём раскрывая перед ним всё новые плотские утехи, Вадим превращает брата в убийцу своего кредитора. Однако вскоре тот убивает и самого Вадима. Поняв о произошедшем из дневника и желая отомстить за друга, Максим разыскивает Виктора, но оказывается не в состоянии выстрелить в психически нездорового человека. Тот практически на глазах Кривошеина совершает самоубийство.

## В ролях
- Сергей Шакуров — Вадим
- Николай Чиндяйкин — Максим Кривошеин
- Юрий Кузнецов — Виктор
- Виктория Толстоганова — Лариса
- Евгения Добровольская — Даша
- Наталья Коляканова — Екатерина
- Сергей Гармаш — «Поляк»
- Ирина Розанова — мать Вадима
- Постановщик трюков — Олег Корытин, Сергей Головкин
- Каскадёр — Сергей Головкин

## Награды
- 2002 год — Специальный приз кинофестиваля «Окно в Европу» Юрию Кузнецову за лучшую мужскую роль.
- 2002 год — Премия «Золотой Овен» Гильдии киноведов и кинокритиков России Юрию Кузнецову за Лучшую мужскую роль второго плана.
- 2003 год — Созвездие, Премия Гильдии актёров России Евгении Добровольской за Лучшую эпизодическую женскую роль

## Критика
Журнал «Коммерсантъ Weekend» считает, что «Дневник камикадзе» — классический детектив с преступлением, которое, на первый взгляд, не поддаётся логическому объяснению. Главным объектом внимания режиссёра являются чувства, а не внешняя атрибутика боевика. Сильный козырь фильма — актёрский состав: «от матёрых Сергея Шакурова и Сергея Гармаша до восходящей звезды, диковато-чувственной Виктории Толстогановой. Мир, который в большинстве отечественных фильмов бывает или однообразно-молодым или столь же однообразно-старым, в фильме обретает полноту и сложность».
Юрий Богомолов, обозреватель «Известий», в целом давая положительную оценку фильму, по-своему пересказывает его сюжет: «Жил-был в советское время преуспевающий сценарист. Были у него деньги и идеи. А потом началась другая жизнь. Кончились деньги, идеи, а амбиции остались. Испортился характер. Когда кончилась советская власть и началась другая жизнь, то все ангелы стали дьяволами. Свальный грех — уже не грех, убиение старушки-процентщицы — не задачка. На повестке дня и ночи — убиение родной матери, умерщвление родного брата. Русский писатель, запутавшийся в долгах, не был бы русским писателем, если бы не сочинил из всего этого крутой детектив с религиозной подоплёкой, карамазовско-смердяковской рефлексией и богоборческой гордыней».
Скорее более негативную оценку даёт «Российская газета», считающая, что отвлечения режиссёра на формальные задачи сделали картину вялой, несмотря на детективную фабулу. В заслугу ставится решение постановщика подчёркнуто индивидуально отобразить каждый временной пласт: «Макс ведёт расследование сегодня — здесь кадр обычен. Эпизоды с пишущим дневник Вадимом даны в стилистике вариоэкрана: действие разворачивается то в квадрате, то в горизонтальной щели, то даже в овале.
Есть ещё воспоминания о юности и свершенных там предательствах — кадр здесь зыбок и неверен, словно человек силится вспомнить и, не уверенный в деталях, прокручивает пленку памяти снова и снова».